# 江南駅 (愛知県)
江南駅（こうなんえき）は、愛知県江南市古知野町にある、名古屋鉄道犬山線の駅である。駅番号はIY10。
江南市では当駅を中心とした周辺地域を市の中心核と位置付けている。

## 歴史
旧駅名の古知野は江南市成立前の丹羽郡古知野町が由来。1954年（昭和29年）に3町1村の江南市発足当初は改名せずに古知野駅のままとされていたが、1981年（昭和56年）に市名に合わせて江南駅に改名された。
- 1912年（大正元年）8月6日 - 古知野駅として開業する[1]。
- 1974年（昭和49年）
  - 9月17日 - 特急（座席特急を含む）の停車駅になる。
  - 10月1日 - 駅舎が地下化される[3]。同時に構内配線を相対式2面2線から島式1面2線に変更[4]。
- 1981年（昭和56年）11月10日 - 江南駅に改称する[1]。
- 1987年（昭和62年）5月 - 自動改札機設置[5]。
- 1999年（平成11年）12月4日 - 特急「北アルプス」（2001年10月1日廃止）が新たに停車し、全ての列車が停車となる。
- 2004年（平成16年）2月15日 - プリペイドカード「トランパス」の当駅における供用を開始する。
- 2008年（平成20年）
  - 3月28日 - 駅西口とコンコース、コンコースとホームを結ぶ2台のエレベーターの供用を開始する[6]。
  - 8月29日 - 東口とコンコースを結ぶエレベーターの供用を開始する[6]。
  - 11月 - ホーム嵩上げ工事が終了する。
- 2011年（平成23年）2月11日 - ICカード乗車券「manaca」の供用を開始する。
- 2012年（平成24年）2月29日 - トランパスのサービス終了に伴い、当駅でも供用を終了する。
- 2018年（平成30年）9月20日 - μPLAT江南（ミュープラット江南）が新規開業する。それに伴いコンビニエンスストアのファミリーマートエスタシオが新規出店した。
- 2021年（令和3年）4月14日 - 映画『名探偵コナン 緋色の弾丸』公開に伴うイベント「緋色のMEITETSUトレインラリー」開催に合わせ、同年6月30日まで屋外駅名標に「名探偵コナン駅」と併記[7]。

相対式ホーム時代の古知野駅
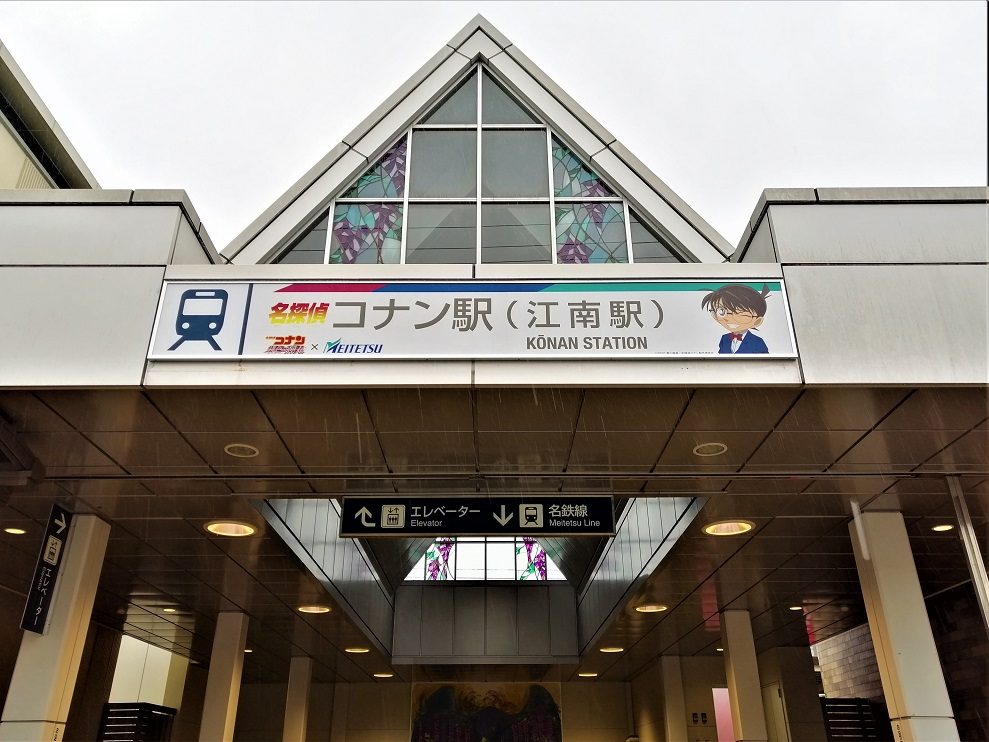
「名探偵コナン駅」

## 駅構造
島式1面2線ホームの地上駅で、終日駅員が配置されている。全ての営業列車が停車する。なお、駅構内に分岐器は設けられていない。ホームは犬山方を向いて、右にカーブしている。利用者が多い割に階段の幅が狭く、エスカレーターは設置困難である。
改札口はホーム下の地下1階にあり、付近には自動券売機（継続manaca定期乗車券及び新規通勤manaca定期乗車券の購入も可能）を2台備えている。このほか、券売機の反対側にはエレベーター専用の改札口が別途設置されており、エレベーター専用改札口の改札内には自動精算機（ICカードのチャージ等も可能）を1台備えている。駅構内にトイレは設置されておらず、駅北側の踏切に隣接した場所の公衆トイレを利用することとなる。改札外の駅出口は東西双方にあり、エレベーターも1ヶ所ずつ設置されている。
かつては、駅構内に名鉄グループの旅行代理店である名鉄観光サービスの店舗があった。
| 番線 | 路線      | 方向 | 行先                               |
| ---- | --------- | ---- | ---------------------------------- |
| 1    | IY 犬山線 | 下り | 犬山方面                           |
| 2    | IY 犬山線 | 上り | 名鉄名古屋・金山・中部国際空港方面 |

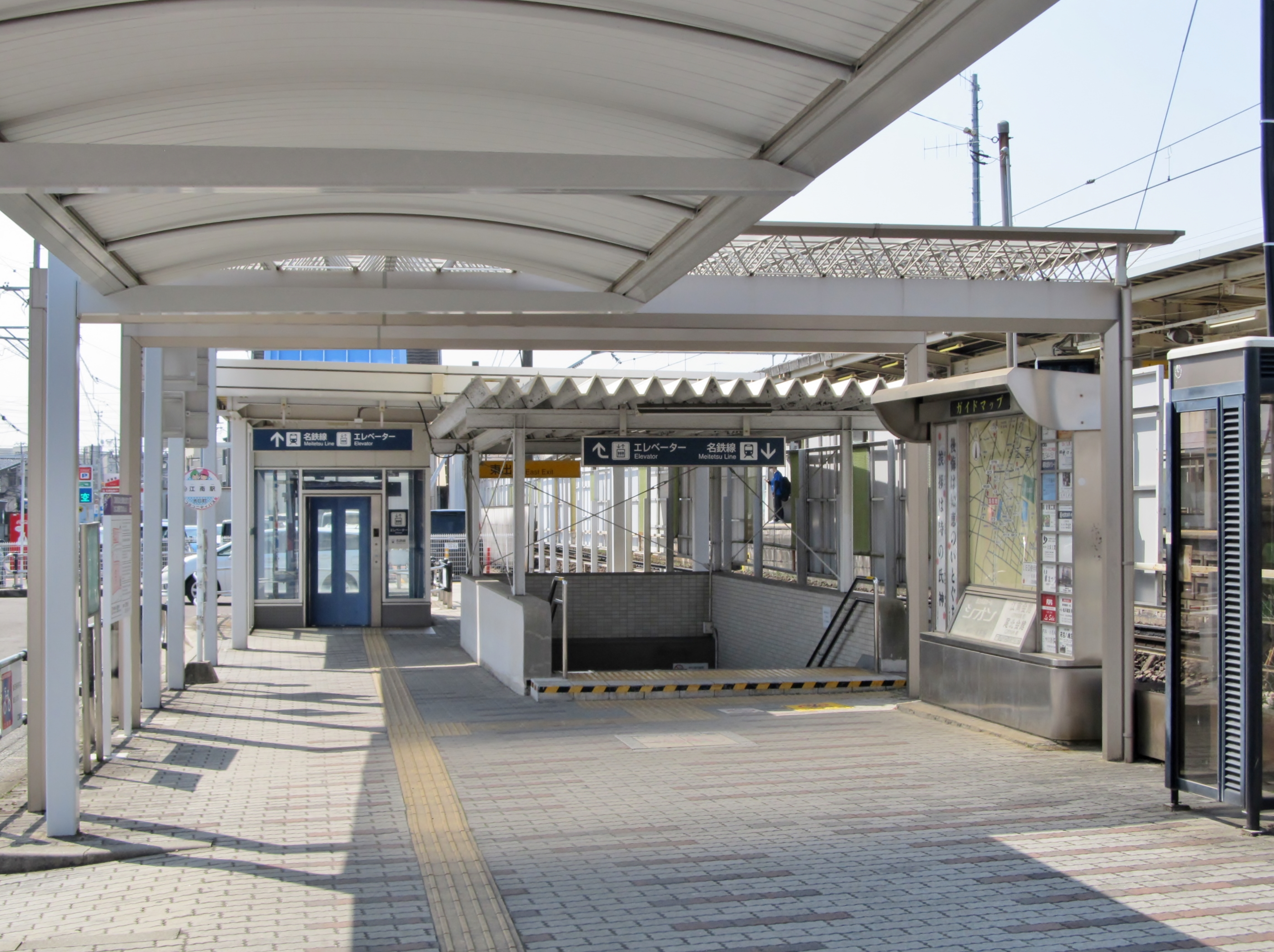
東口
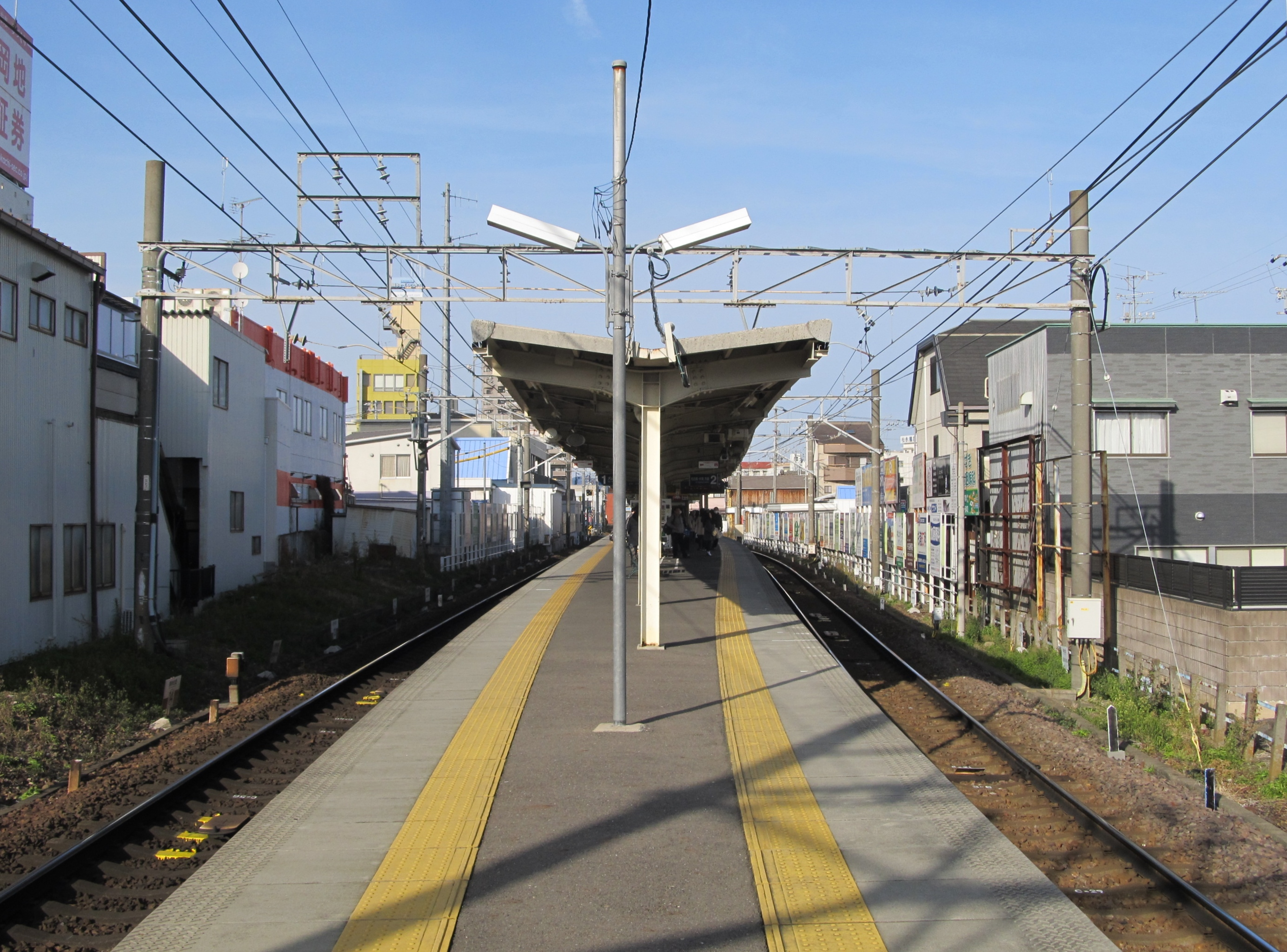
ホーム
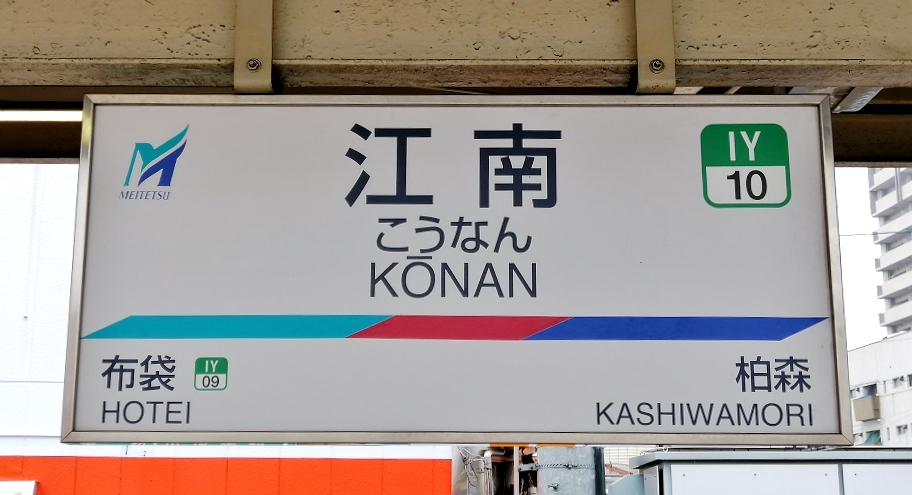
駅名標

### 配線図
| ← 上小田井・ 名古屋方面 | 江南駅 構内配線略図 | → 犬山・ 新可児方面 |
| 凡例 出典:              |                     |                     |

## 利用状況
- 『名鉄120年：近20年のあゆみ』によると2013年度当時の1日平均乗降人員は26,022人であり、この値は名鉄全駅（275駅）中12位、犬山線（17駅）中1位であった[13]。
- 『名古屋鉄道百年史』によると1992年度当時の1日平均乗降人員は29,972人であり、この値は岐阜市内線均一運賃区間内各駅（岐阜市内線・田神線・美濃町線徹明町駅 - 琴塚駅間）を除く名鉄全駅（342駅）中12位、 犬山線（17駅）中2位であった[14]。
- 『名鉄 1983』によると、1981年度当時の一日平均乗降人員は28,170人であり、この値は名鉄全駅中11位であった[15]。
- 『創立70周年記念 今日と明日の名鉄』によると、1960年度当時の古知野駅の一日平均乗降人員は11,523人であり、1963年度の値は16,910人であった[16]。
- 江南市の統計では以下の通りである。

| 年度               | 乗車人員（人/日） | 降車人員（人/日） | 乗降人員（人/日） |
| ------------------ | ----------------- | ----------------- | ----------------- |
| 2003年（平成15年） | 12,539            | 12,479            | 25,018            |
| 2004年（平成16年） | 12,408            | 12,436            | 24,844            |
| 2005年（平成17年） | 12,632            | 12,682            | 25,314            |
| 2006年（平成18年） | 12,565            | 12,632            | 25,197            |
| 2007年（平成19年） | 12,488            | 12,570            | 25,058            |
| 2008年（平成20年） | 12,688            | 12,740            | 25,428            |
| 2009年（平成21年） | 12,293            | 12,336            | 24,629            |
| 2010年（平成22年） | 12,322            | 12,364            | 24,686            |
| 2011年（平成23年） | 12,402            | 12,446            | 24,848            |
| 2012年（平成24年） | 12,515            | 12,519            | 25,034            |
| 2013年（平成25年） | 13,012            | 13,010            | 26,022            |
| 2014年（平成26年） | 12,859            | 12,872            | 25,731            |
| 2015年（平成27年） | 13,307            | 13,299            | 26,606            |
| 2016年（平成28年） | 13,522            | 13,527            | 27,049            |
| 2017年（平成29年） | 13,576            | 13,557            | 27,133            |
| 2018年（平成30年） | 13,541            | 13,549            | 27,090            |

※ かつては岩倉駅より乗降者数が少なかったが、岩倉駅の乗降者数減少により現在は犬山線の駅では最多（名鉄全体では14位）となっている。犬山線が当駅の付近で大きくカーブしている結果、駅利用者のエリアが広く、江南市の過半（布袋駅・柏森駅に近い場所以外）のほか、岐阜県各務原市南部、丹羽郡大口町中部・西部、一宮市北東部からの利用者も有り、駅周辺には駐車場が多い。また駅周辺の愛知県立江南高等学校、愛知県立古知野高等学校、私立滝学園（中高一貫）などに通学する高校生などの利用者も多い。平日の朝は狭いスペースに通勤・通学で電車に乗る客と電車から降りる客（高校生など）が交錯して、混雑する。

## 駅周辺

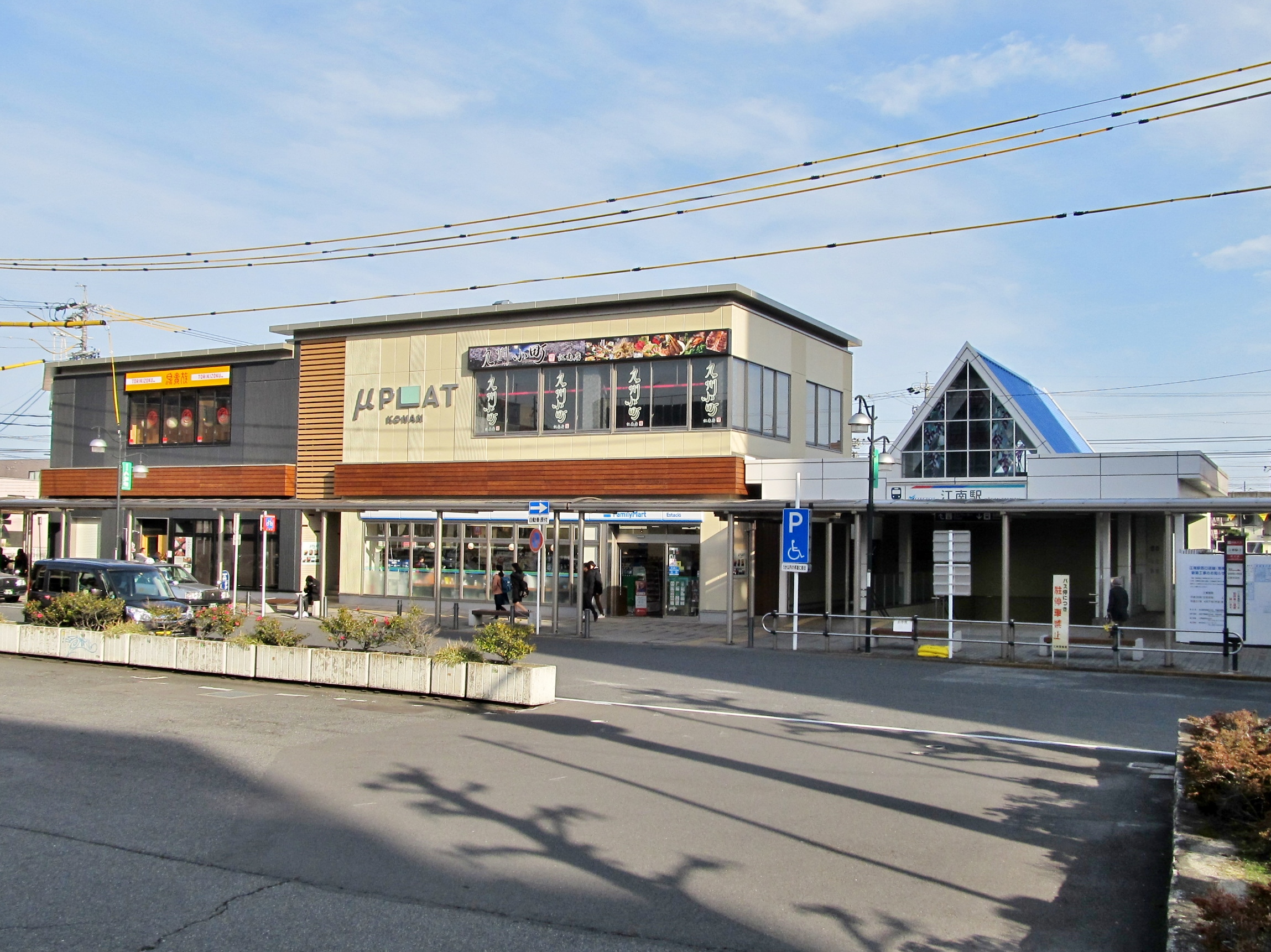
μPLAT江南

江南市の中央市街地に位置するのと、急カーブの途中に駅が所在するので、駅スペースの拡大（ホーム拡幅、待避線・折り返し線の設置）及び高架化は困難である。（その代わり、隣の布袋駅に折り返しと待避線が設けられている。）
西口側には小規模ながら商店街が形成されていて、居酒屋や飲食店が数軒ある。他は東西両側とも住宅地が広がっている。
銀行は、三菱UFJ銀行とあいち銀行の支店が駅西口の近隣に所在している。ショッピングセンター・スーパーマーケットおよび郵便局は当駅から最短でも徒歩10分以上離れた場所に所在している。（アピタ・ピアゴ・平和堂付近に行くバス便有り）

### 主な施設
- μPLAT江南
- 江南市役所
- サン電子江南事業所（旧本社）
- カルチャーストリート（駅東商店街）
  - 北野天神社：毎年1月「筆まつり」が開催の頃、受験生向けに「滑らない砂」（実際の電車で使用される砂）などを入れたお守りが当駅で販売される。
  - 江南市民文化会館・江南市歴史民俗資料館（文化会館構内）
  - 愛知県立江南高等学校
  - 江南市中央公園
  - 江南市立布袋北小学校
- 江南駅西通り（愛知県道180号江南停車場線）
- 愛知県立古知野高等学校
- 江南市立古知野中学校
- 江南市立古知野南小学校
- 大阪屋ショップ 江南店

## バス路線
名鉄バス（西口駅前ロータリー）
- 1番のりば
  - 【41】大山町経由、名鉄一宮駅 行き
  - 【46】春明経由、名鉄一宮駅 行き（途中滝学園・平和堂江南店付近を経由）

- 2番のりば
  - 【70】古知野高校経由、江南団地 行き
  - 【71】古知野高校・団地西経由、川島 行き（土・休日に1本だけ運行）
  - 【75】ヴィアモール（アピタ江南西店前）経由、江南団地 行き
  - 【76】ヴィアモール・江南団地経由、江南厚生病院 行き（2013年（平成25年）4月1日より運行開始[18]）

- 3番のりば
  - 【80】【83】飛高口経由、江南厚生病院 行き（病院手前にピアゴ江南店が有る）
  - 【81】【82】飛高口・江南厚生病院経由、すいとぴあ江南 行き（2013年（平成25年）4月1日より運行開始[18]）
  - 【80】【81】木賀本郷経由、布袋駅 行き（ピアゴ布袋店の手前経由）
  - 【84】【85】江南厚生病院・すいとぴあ江南経由、フラワーパーク江南 行き（土曜・休日の開園日のみ運行）

大口町コミュニティバス（東口駅前ロータリー)
- 大口町役場・二ツ屋経由、バロー前 行き（メガドンキホーテ大口店経由）
- 大口町役場経由、パロマ工業前 行き（朝夕の2本のみ）

※ 上記のほか、2013年（平成25年）3月まではいこまいCAR（乗合タクシー）が運行されていた。
※ このほか、江南短期大学、江南自動車学校へのバスも西口駅前から運行されている。また定期観光バスも西口駅前から毎日のように運行されている。

## コラボレーション企画
2021年（令和3年）4月14日から6月30日まで、愛知県を舞台にした劇場版名探偵コナン「緋色の弾丸」のコラボレーション企画として、当駅のローマ字表記であるKONANをもじって駅の看板を「名探偵コナン駅」に掛け替える企画が行われた。

## 隣の駅
名古屋鉄道
IY 犬山線
□ミュースカイ
岩倉駅（IY07） - 江南駅（IY10） ‐ 犬山駅（IY15）
□快速特急・■特急
岩倉駅（IY07） - 江南駅（IY10） - 柏森駅（IY11）
□快速急行・■急行・■準急・■普通
布袋駅（IY09） - 江南駅（IY10） - 柏森駅（IY11）
- 柏森駅との間に宮後駅があったが、廃止された。